# 步行机器
步行机器，也称多足机器人（英語：Legged robot）是一种移动机器，它使用关节化的肢体（例如腿部机构）来实现运动。与轮式机器相比，步行机器能适应崎岖地形，但需要以更高的复杂性和能耗为代价。步行机器通常模仿有足的动物，例如人类或昆虫，这是一种仿生学。步行机器的腿数由一条到数十条不等，甚至更多。
步行机器需要对腿部驱动器进行控制以保持平衡，依靠传感器来确定落脚位置，并使用规划算法来决定运动的方向和速度。步行机器的腿与地面周期性接触的模式被称为“步态”。
为了维持运动，步行机器的重心需要通过静态或动态方式获得支撑。静态支撑是通过确保重心位于接触地面腿所形成的支撑范围内来实现的。而动态支撑则是通过调整重心的轨迹，使其能够通过一条或多条腿的作用力重新定位。